# クロガモ属
クロガモ属（クロガモぞく、Melanitta）は、鳥綱カモ目カモ科に属する属。別名ビロードキンクロ属。
古代ギリシア語でμέλας・νῆττα (黒・鴨）の由来。

## 分布
アフリカ大陸北西部、北アメリカ大陸、ユーラシア大陸
北アメリカ大陸北部やユーラシア大陸北部で繁殖し、冬季になるとアフリカ大陸北西部、アメリカ合衆国や中華人民共和国、ヨーロッパなどの海岸部へ南下し越冬する。

## 形態
全長44-58センチメートル。翼開張78-99センチメートル。
オスの成鳥は全身の羽衣が黒い。属名Melanittaは「黒いカモ」の意で、英語圏での本属の構成種を指す総称scoterは「煤色のカモ」の意であったsooterの誤植に由来する。メスや幼鳥は全身の羽衣が黒褐色。

## 分類
以下の分類と種名は、指示がない限り、IOC World Bird List (v11.1)に従う。
- Melanitta perspicillata アラナミキンクロ Surf scoter LC IUCN
- Melanitta fusca ヨーロッパビロードキンクロ Velvet scoter VU IUCN
- Melanitta deglandi アメリカビロードキンクロ[4] White-winged scoter LC IUCN  （M. fuscaに分割[4]）
- Melanitta stejnegeri ビロードキンクロ[4] Stejneger's scoter LC IUCN  （M. fuscaに分割[4]）
- Melanitta nigra ヨーロッパクロガモ Common scoter LC IUCN
- Melanitta americana クロガモ Black scoter NT IUCN  （M. nigraに分割[4]）

## 生態
海岸や内湾、湖などに生息する。
食性は動物食で、主に貝類、甲殻類などを食べる。潜水して獲物を捕食する。
繁殖形態は卵生。ツンドラなどの草原や藪地の中に巣を作り、5-10個の卵を産む。抱卵期間は26-29日。

## 画像

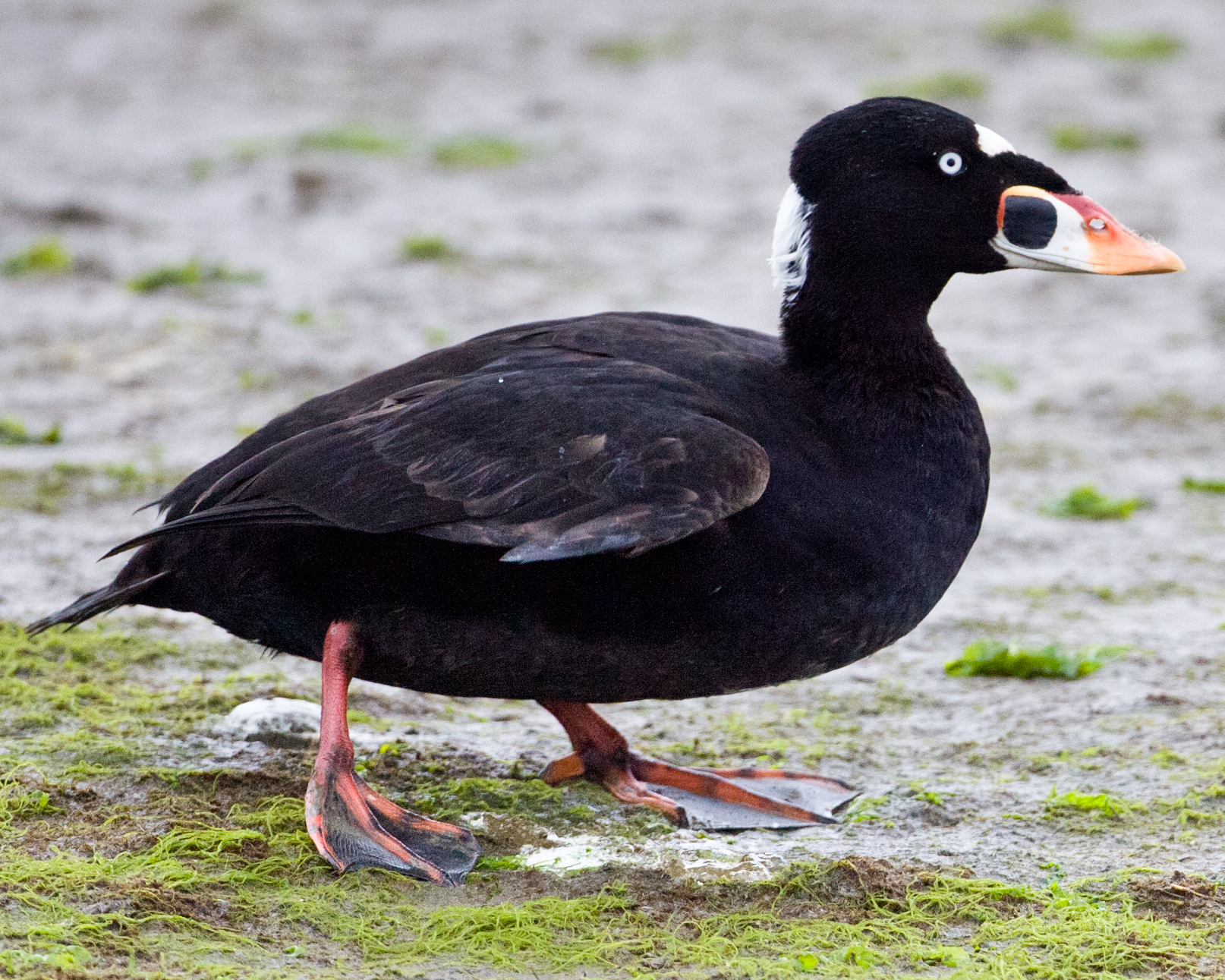
アラナミキンクロ M. perspicillata
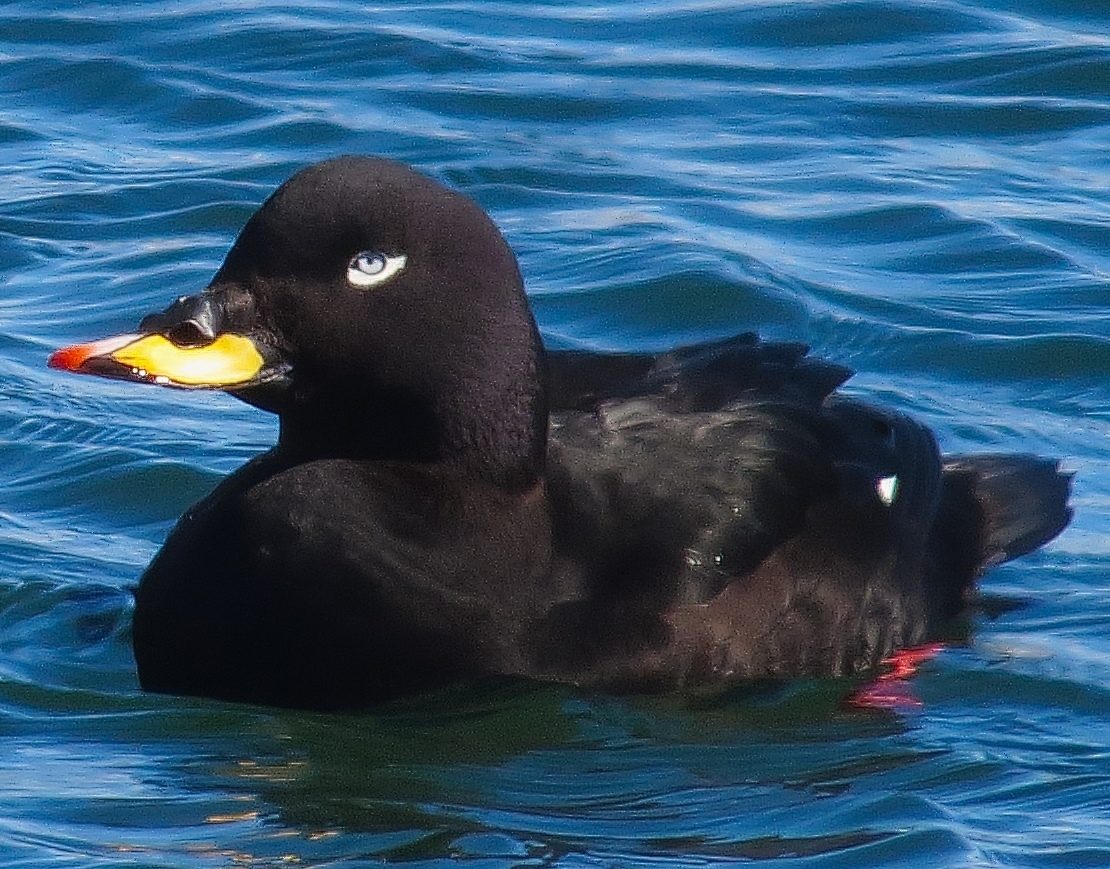
ヨーロッパビロードキンクロ M. fusca
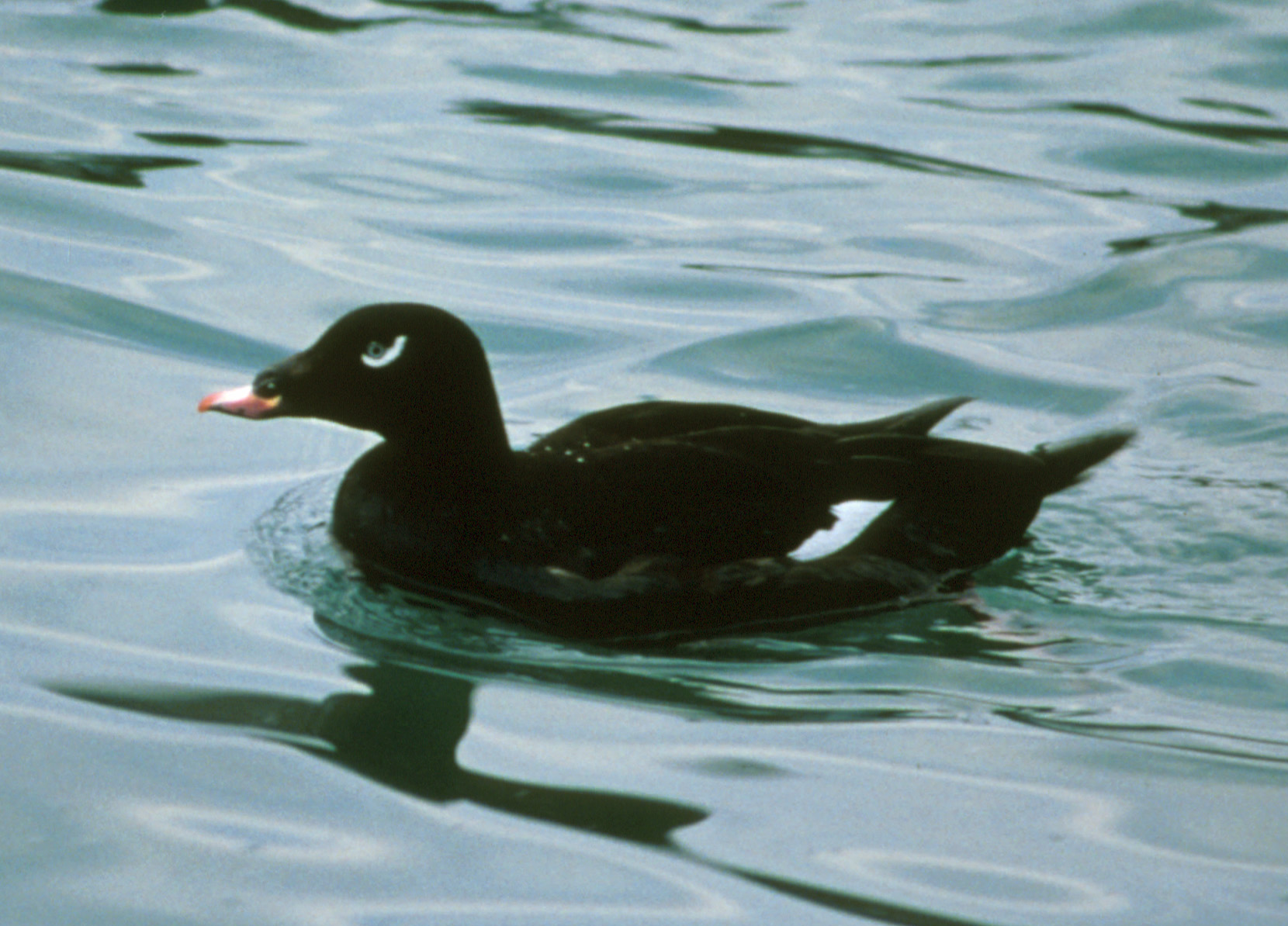
アメリカビロードキンクロ M. deglandi
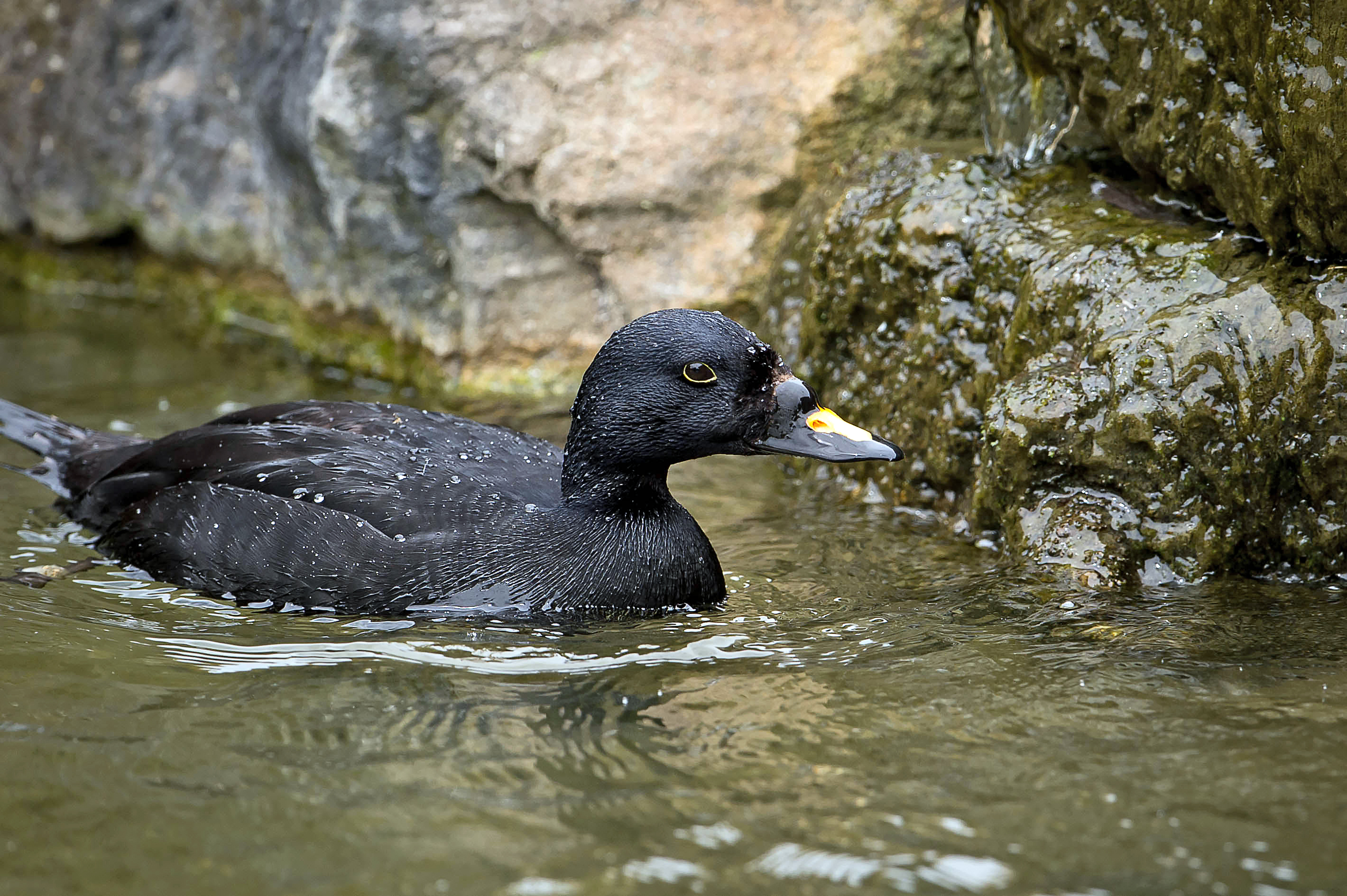
ヨーロッパクロガモ M. nigra
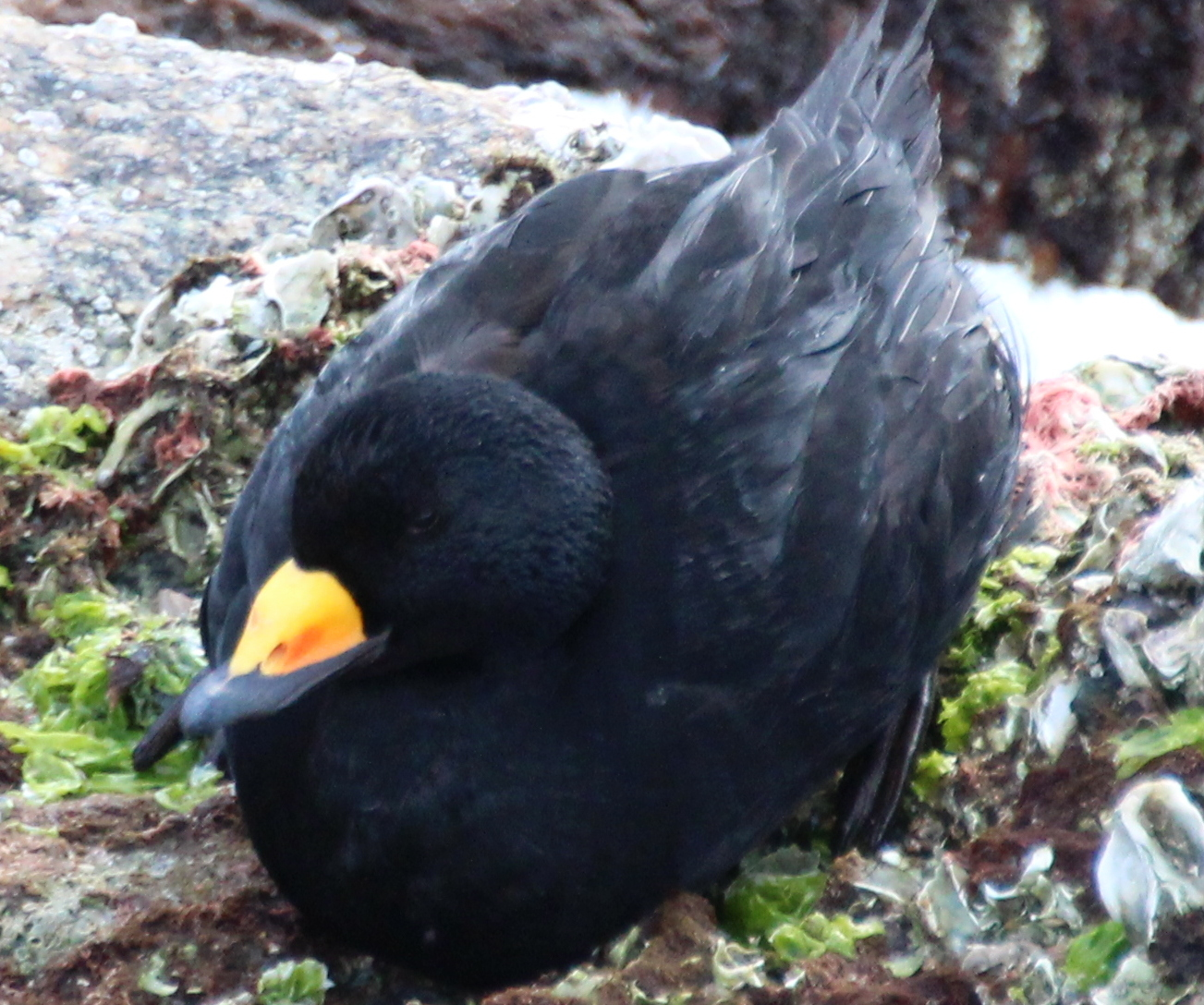
ヨーロッパクロガモ M. americana